# Канал Корбулона
Кана́л Корбуло́на (лат. fossa Corbulonis) — бывший канал на территории современных Нидерландов, между Рейном и эстуарием Мааса и городами Лейден и Форбург.
Прорыт в 47 году солдатами Гнея Домиция Корбулона для предотвращения удаления судов от морского берега. Для регулирования уровня воды были возведены дамбы со сливами, в некоторых местах берега́ были укреплены древесиной. После постройки канала стало проще возводить форты на границах Римской империи по берегам Рейна. Дендрохронологический анализ, проведенный в 2006 году, показал, что канал был укреплён Адрианом, посетившим этот регион в 120 году. Рядом с каналом в то же время был построен город Форум Адриана. Параллельно каналу была проложена римская дорога.
Канал открыт в 1989 году обнаружением глиняной кладки и обработанного дерева в Лейдсендаме. В римское время канал был предположительно шириной 15 и глубиной 3 метра.